# 몬테로소알마레

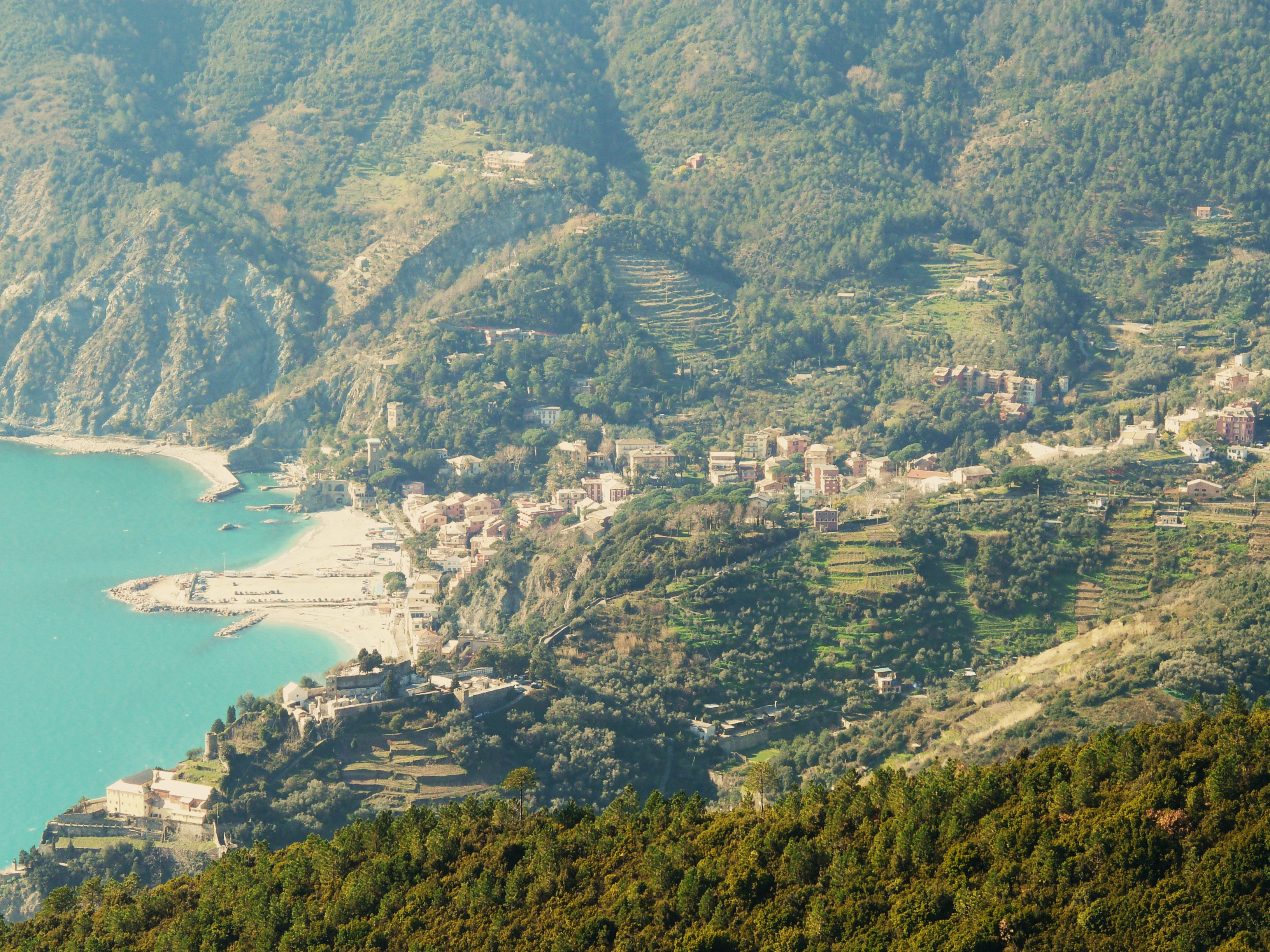
몬테로소알마레

몬테로소알마레(Monterosso al Mare)는 이탈리아 라스페치아도에 있는 마을이다. 특산물인 레몬으로 유명하다.

## 같이 보기
- 마나롤라
- 베르나차
- 코르닐리아
- 리오마조레